# درين يو (أغنية)
«درين يو» (بالإنجليزية: Drain You)‏ هي أغنية من عام 1991 لفرقة الروك الأمريكية نيرفانا، كتبها مغني وعازف غيتار الفرقة كيرت كوبين.